# Hermandad de la Lanzada (Sevilla)
La Hermandad de la Lanzada es una cofradía católica de Sevilla que procesiona en su Semana Santa el Miércoles Santo. Tiene su sede canónica en la iglesia de San Martín.
Su nombre completo es Imperial, Antigua, Ilustre y Fervorosa Hermandad del Santísimo Sacramento, Inmaculada Concepción de Nuestra Señora, Santa Espina de la corona de Nuestro Señor Jesucristo, Ánimas Benditas del Purgatorio, San Martín de Tours Obispo, Nuestra Señora de la Esperanza Divina Enfermera y Real Archicofradía de Nazarenos de la Sagrada Lanzada de Nuestro Señor Jesucristo, Nuestra Señora de Guía, San Juan Evangelista y María Santísima del Buen Fin.

## Historia

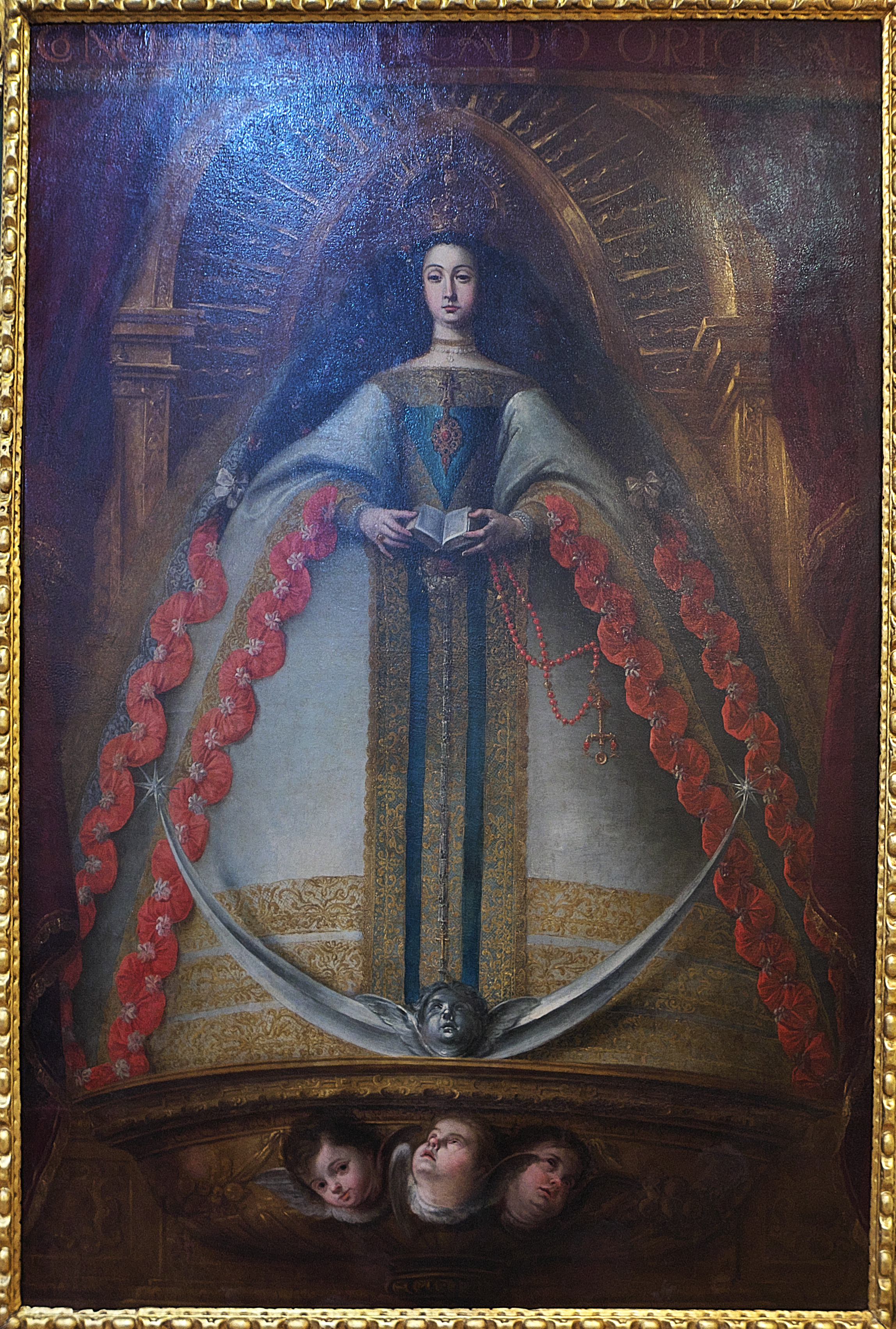
Pintura anónima de Nuestra Señora de la Esperanza Divina Enfermera,

A comienzos del siglo XVI un gremio de marineros fundó la hermandad sacramental de Nuestra Señora de Guía en el convento del Espíritu Santo, en el barrio de Triana. Entre 1591 y 1595 la sacramental pasó a convertirse en hermandad de penitencia añadiendo la devoción a la Lanzada, teniendo como nueva sede la iglesia de San Nicolás.
En 1623 se fusionó con la Hermandad de la Soledad, pero esta unión se deshizo en 1630. En 1642 se fusionó con la Hermandad de Gloria de Nuestra Señora del Buen Fin, sustituyendo este al nombre de Nuestra Señora de Guía. En 1653 se instaló en el convento de San Basilio, donde obtuvieron una capilla propia. A comienzos del siglo XIX, durante la invasión francesa, las tropas napoleónicas asaltaron el convento calcinando sus tallas, y la hermandad tuvo que trasladarse a la iglesia de San Marcos, regresando al convento tras la guerra. En 1818 se trasladó a la iglesia del convento de San Francisco de Paula, actual iglesia del Sagrado Corazón de Jesús. La exclaustración de este convento en 1836 por las desamortizaciones supuso que la hermandad tuviera un momento de decaimiento. En 1844 un grupo de hermanos reavivó la hermandad situando su nueva sede en que había sido el convento de la Pasión, volviendo al convento de San Basilio en 1849. En 1851 se trasladaron al convento carmelita del Santo Ángel, donde siguieron hasta 1916, cuando se trasladaron provisionalmente a la iglesia de San Gregorio. En 1932 se trasladó a la iglesia de San Martín, donde ha continuado hasta la actualidad.
En el llamamiento para concurrir a la procesión del Corpus, en 1602, ocupaba el lugar noveno, conforme a la antigüedad de sus reglas. Entre 1612 y 1622 realizó su estación de penitencia sin interrupción alguna, el primer año en Martes Santo y los siguientes a la una de la tarde del Viernes Santo, haciéndolo actualmente el Miércoles Santo.
Durante las obras de restauración de la sede tuvo problemas para salir desde otras iglesias, por lo que fue necesario salir del templo a medio arreglar, ya que no cabía por las puertas de la mayoría de iglesias, por la lejanía, por el espacio o porque otras hermandades se negaron a acoger a la hermandad. En 1950 participó en el encuentro en la iglesia de San Martín de las hermandades de la Esperanza Macarena, el Valle, las Cigarreras, el Calvario, la Cena, Jesús del Gran Poder y el Silencio para defender el voto de la realeza de la santa madre la Virgen María.
La Virgen de Guía procesionó por primera vez en 1973. En 1981 se fusionó con la Hermandad Sacramental de San Martín y la Hermandad de Gloria de la Esperanza Divina Enfermera, que procesiona el primer sábado de octubre. En 1995 celebraron los actos de su cuarto centenario fundacional, entre los que destacó el traslado de la Esperanza Divina Enfermera al convento-residencia del Pozo Santo a hombros por los hermanos en un rosario de la aurora.
En 2007 recibió la reliquia de un Lignum Crucis que porta la Virgen del Buen Fin. La hermandad fue poseedora durante siglos de la reliquia de la Santa Espina de la Corona de Nuestro Señor Jesucristo que le fue requisada por el cardenal Bueno Monreal, el cual se la entregó a la Hermandad del Valle llegando incluso a tener un pleito por la custodia de la Santa Espina, que fue favorable para el Valle.
Entre el 13 de mayo y el 16 de mayo de 2010 la hermandad culminó los actos de celebración del bicentenario de la Virgen del Buen Fin, los cuales fueron:
- Traslado en unas andas prestadas por la Hermandad de Monte-Sion con destino la iglesia de San Marcos, (parroquia en la que fue bendecida la imagen).
- Solemnes cultos en su honor con una Función Principal como culminación de los mismos.
- Rezo de la Corona Dolorosa en un traslado con destino a la vecina Capilla de los Servitas.
- Procesión Extraordinaria de Gloria el día 15 de mayo a su sede sobre su paso de palio procesional, con un recorrido inusual, recorriendo calles por las que nunca ha procesionado y pasando por diversas parroquias para hacer el saludo a sus hermandades.
- Besamanos extraordinario el día 16 de mayo en la iglesia de San Martín.

El 19 de mayo de 2010 se celebraron elecciones a hermano mayor siendo elegido Juan Antonio Pérez Tarascó. En junio de 2013 fue elegido como Hermano Mayor Miguel Calzado Molina 
En la actualidad ocupa el quinto lugar procesional de la nómina de las hermandades del Miércoles Santo, detrás de la Hermandad del Buen Fin y delante de la Hermandad del Baratillo. Dentro de su procesión destaca el lugar entre la fachada de la iglesia de Santa Marta y la de la plaza Daoíz, donde el paso de misterio transcurre en silencio absoluto debido a la estrechez de la calle. Hay un curioso juego de palabras al unir los nombres de las titulares marianas de la hermandad: la Virgen de la Esperanza Divina Enfermera, la Virgen de Guía, y María Santísima del Buen Fin, logrando juntar sus nombres sale la frase La Esperanza nos Guía hacia un Buen Fin.

## Sagrada Lanzada de Nuestro Señor Jesucristo

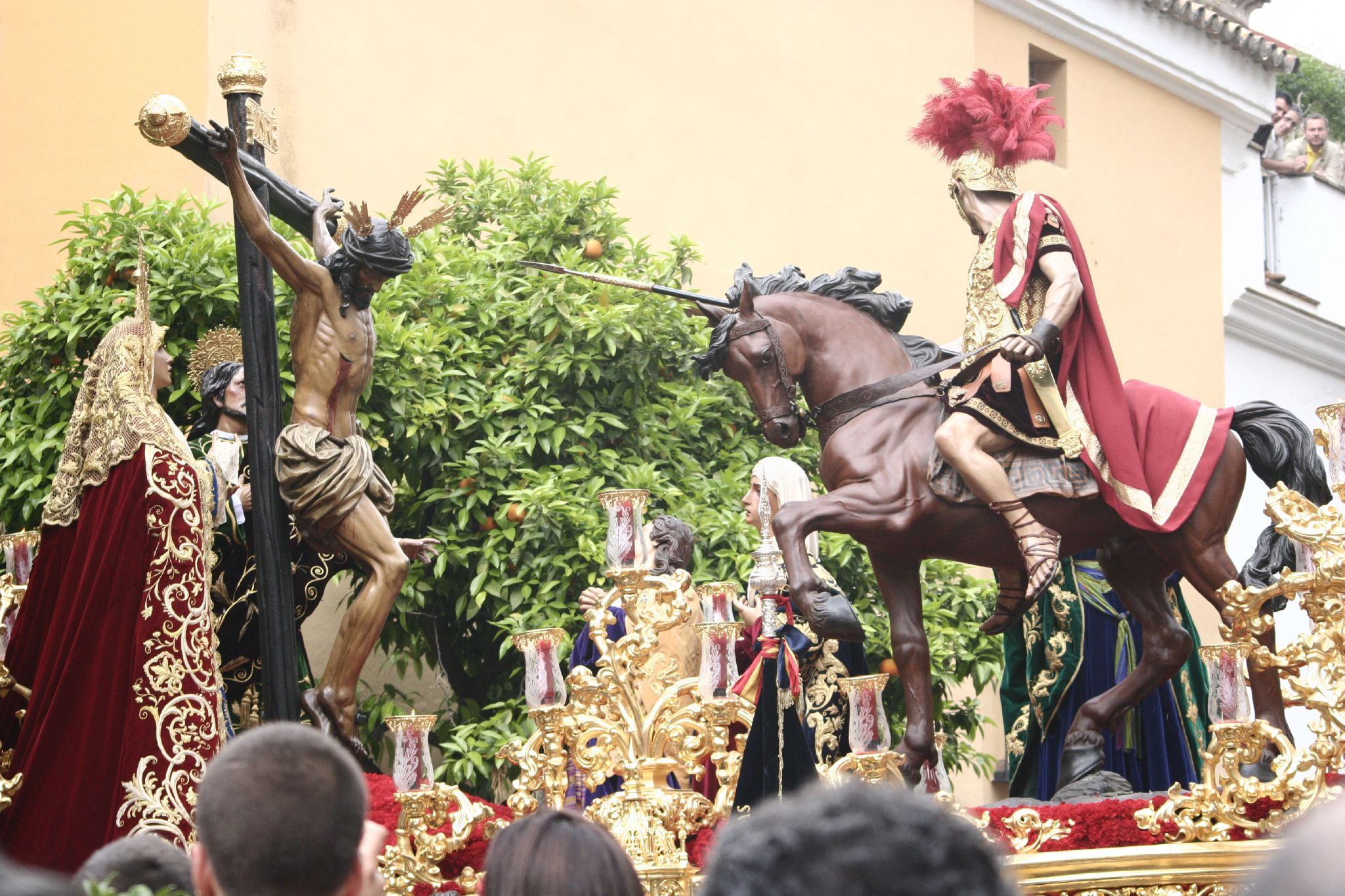
Misterio de la Sagrada Lanzada de Nuestro Señor Jesucristo y Nuestra Señora de Guía.

El paso del misterio representa el momento en que Longino montado a caballo propina la Sagrada Lanzada a Jesucristo en el costado, que yace en la cruz, para cerciorarse de su muerte, como narra San Juan Evangelista en su evangelio (19:33-34), siendo el único que recoge el momento, que no aparece en los evangelios sinópticos:

Pero al llegar a Jesús, como le vieron ya muerto, no le quebraron las piernas, sino que uno de los soldados le atravesó el costado con una lanza y al instante salió sangre y agua.
San Juan, 19:33-34.

La imagen es presenciada por la Virgen de Guía, San Juan y las tres Marías, que se hallan al pie de la cruz. 
La imagen del Cristo de la Sagrada Lanzada crucificado es una obra de Antonio Illanes fechada en 1929, siendo la primera imagen reconocida de este autor y estando este inspirado por un gitano del cual tomó el rostro para tallar la imagen. Es de piel morena y de claros rasgos judíos.
La Virgen de Guía fue tallada por Antonio Illanes en 1930 pero no gustó, por lo que fue suprimida en 1940. La actual Virgen de Guía es de 1971, también de Illanes, pero remodelada en 1983. Va a los pies del Cristo y mira hacia arriba.
El San Juan Evangelista es la talla más antigua y de mayor valor artístico que conserva la Hermandad. Está atribuido a un discípulo de Pedro Roldán, fechado hacia 1703. Va acompañando a la Virgen de Guía a los pies del Cristo. Se considera una de las mejores imágenes de San Juan de España. En el año 2013 ha sido restaurado por el profesor y escultor Juan Manuel Miñarro.
María Magdalena, María Salomé y María Cleofás son obra de Juan de Astorga de 1810. En las tres imágenes destaca la gran expresión dolorosa. María Magdalena y Salomé se encuentran arrodilladas a los pies del Cristo, mientras que María Cleofás se encuentra de pie dialogando con Longinos.

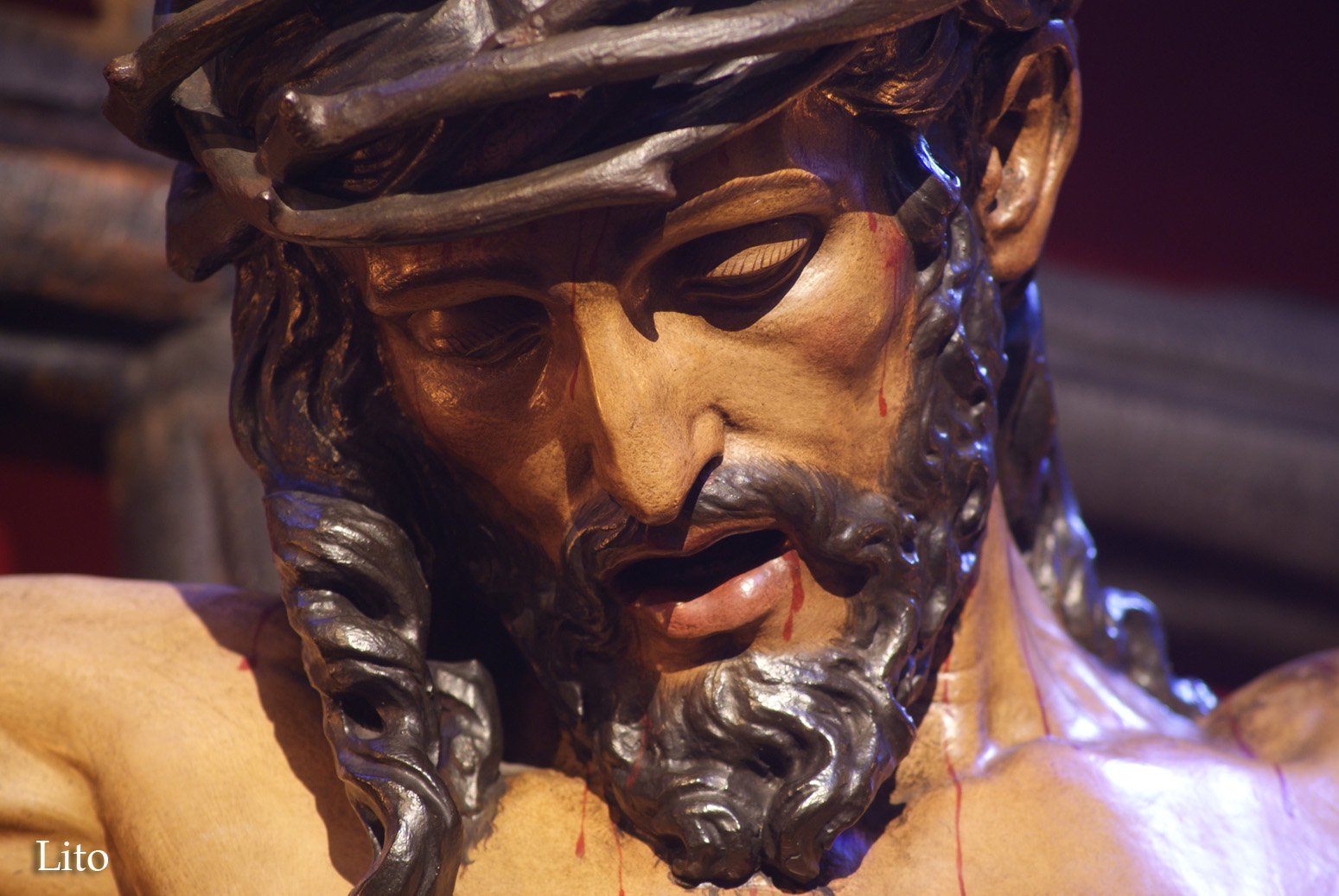
Detalle del Santísimo Cristo de la Sagrada Lanzada.

Longinos a caballo es obra de José Antonio Navarro Arteaga, del año 1999. Se trata de Longinos en un caballo marrón. Longinos tiene cogida la lanza y la cabeza girada mirando a María Cleofás, mientras el caballo simula un furioso relinche.
El paso es uno de los más grandes de la Semana Santa de Sevilla. Tiene unas dimensiones de 2,26x5,06x1,59 metros. Es de estilo gótico florido. Fue diseñado por Luis Jiménez Espinosa en 1944. El conjunto está inspirado en la crestería del retablo mayor de la catedral de Sevilla. Los ángeles que sujetan los escudos de las órdenes religiosas a las que está agregada la hermandad, en las cuatro esquinas del paso, están inspirados en los realizados por Lorenzo Mercadante de Bretaña en 1454 para el sepulcro del cardenal Juan de Cervantes de la catedral. El escudo de la parte frontal del paso tiene una cartela con el escudo de la hermandad y otra con el escudo de Sevilla, cubiertos por una corona real. Fue realizado a partir de 1945 por el diseñador con la ayuda de Manuel Guzmán Bejarano, Antonio Vega Sánchez, Antonio Martín Fernández y Manuel Morillo Bernal. También intervinieron Rafael Barbero Medina y Luis Ortega Bru. Se procesionó con él por primera vez, sin estar acabado, en 1950. En 1952 se terminó de tallar. Entre 1953 y 1955 fue dorado por Serafín Jiménez Pérez. La riada del Tamarguillo de 1961 inundó el local de la hermandad y el paso tuvo que ser dorado de nuevo por Serafín Jiménez. Entre 1995 y 1996 fue restaurado por Artesanía Arosa y por Manuel Calvo Camacho entre 1997 y 1999.

## María Santísima del Buen Fin

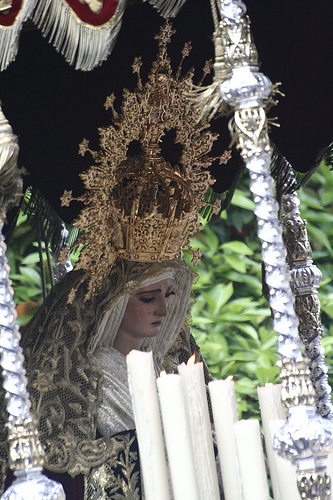
Virgen del Buen Fin.

Es una dolorosa que va en paso de palio. Tiene la cabeza inclinada hacia su derecha y mirada baja, con gran expresión dolorosa. Fue realizada en 1810 por Juan de Astorga. Es la única Virgen dolorosa en Sevilla cuyo rostro está realizado en papelón, con un gran valor artístico.
Procesiona en el único paso de palio de estilo neogótico en Sevilla, diseñado por Luis Jiménez Espinosa en 1967. Los respiraderos son de madera dorada, a excepción de unos medallones grandes de plata en el centro de cada respiradero y otros medallones pintados con momentos de la vida de la Virgen. El palio es de cajón de terciopelo granate bordado con hilo de oro. La Virgen lleva manto liso color granate (con proyecto de bordado). El palio tiene también el faldón delantero bordado con el escudo de Sevilla en el centro. La "gloria" que lleva en el techo es un lienzo pintado de la Divina Enfermera, mientras que la Virgen que va en la calle de la candelería es la Virgen de los Reyes. Sus dimensiones son de 2,25x3,39x1,50 metros.

## Nuestra Señora de la Esperanza Divina Enfermera

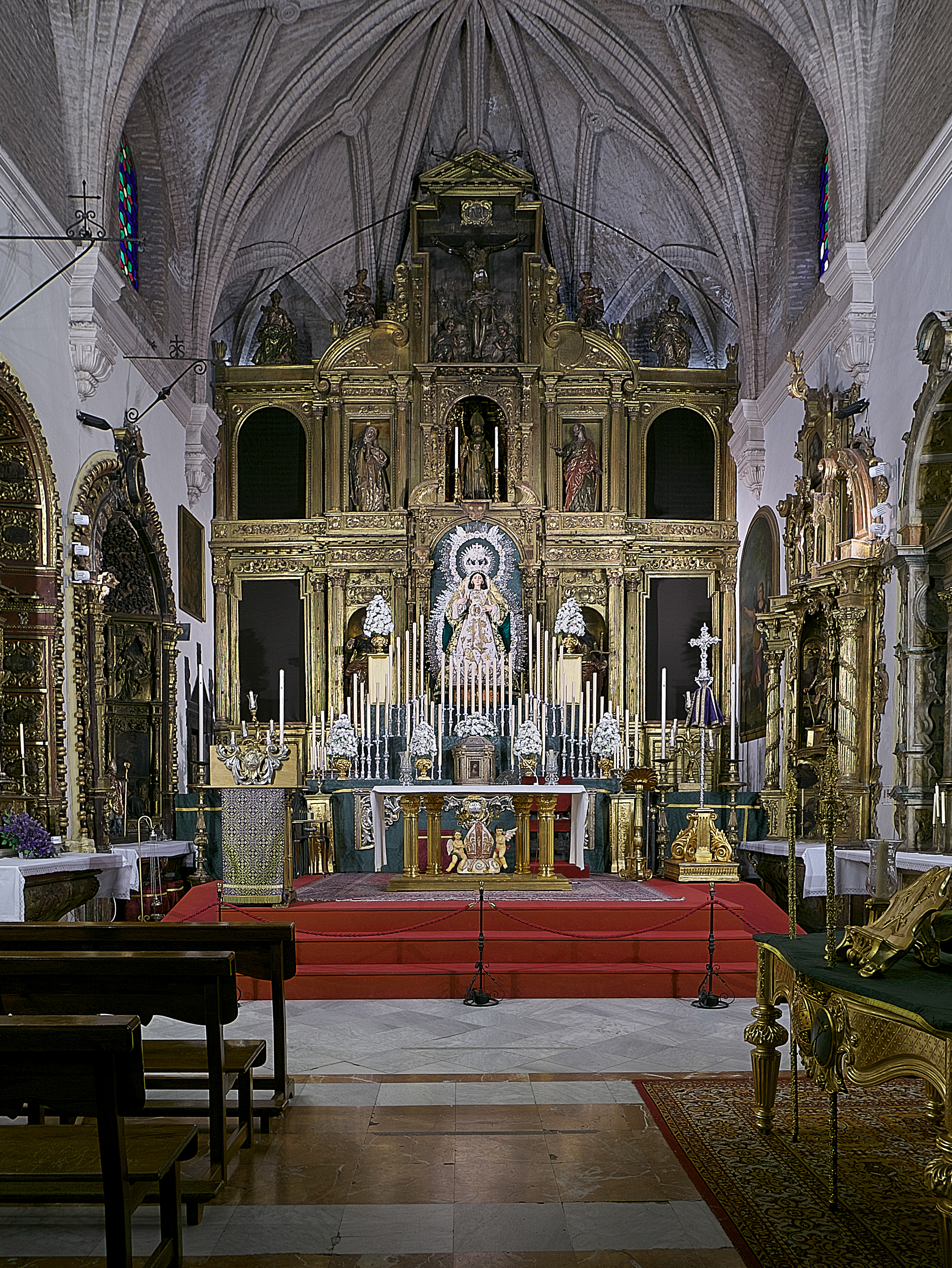
Altar de cultos dispuesto en la Iglesia de San Martín en honor a Nuestra Señora de la Esperanza Divina Enfermera.

Nuestra Señora de la Esperanza, más conocida como Divina Enfermera, es la imagen más antigua de la Hermandad, la cual tiene mucha devoción en la feligresía de San Martín. Es una talla de la segunda mitad del siglo XVI y remodelada entre 1767 y 1787. Sale sobre el paso de la Virgen del Buen Fin, pero sin el palio, el primer sábado de cada octubre. Fue Titular De La Ilustre Y Fervorosa Hermandad Y Esclavitud De Nuestra Señora De La Esperanza Divina Enfermera, Fusionada Con La Penitencial De La Lanzada

## Inmaculada Concepción
Imagen no procesional de la cual destaca su belleza y su pelo natural al descubierto. Es una imagen de Cristóbal Ramos de 1794 con la cabeza erguida mirando al frente y con las manos extendidas en posición orante.

## Enseres destacados
- El guion sacramental es su insignia más antigua. Es del siglo XVIII.
- Simpecados de la Esperanza Divina Enfermera de los siglos XVIII XVIII y XIX.
- Cruz de guía. Tallada en 1917 y del mismo estilo que el antiguo paso de misterio.
- Simpecado. Labor de orfebrería de Fernando Marmolejo en 1967.
- Corona procesional de la Virgen del Buen Fin de Ramón León de 2006.
- Ráfaga, cetro y corona de la Virgen de la Esperanza.[3]

## Túnicas

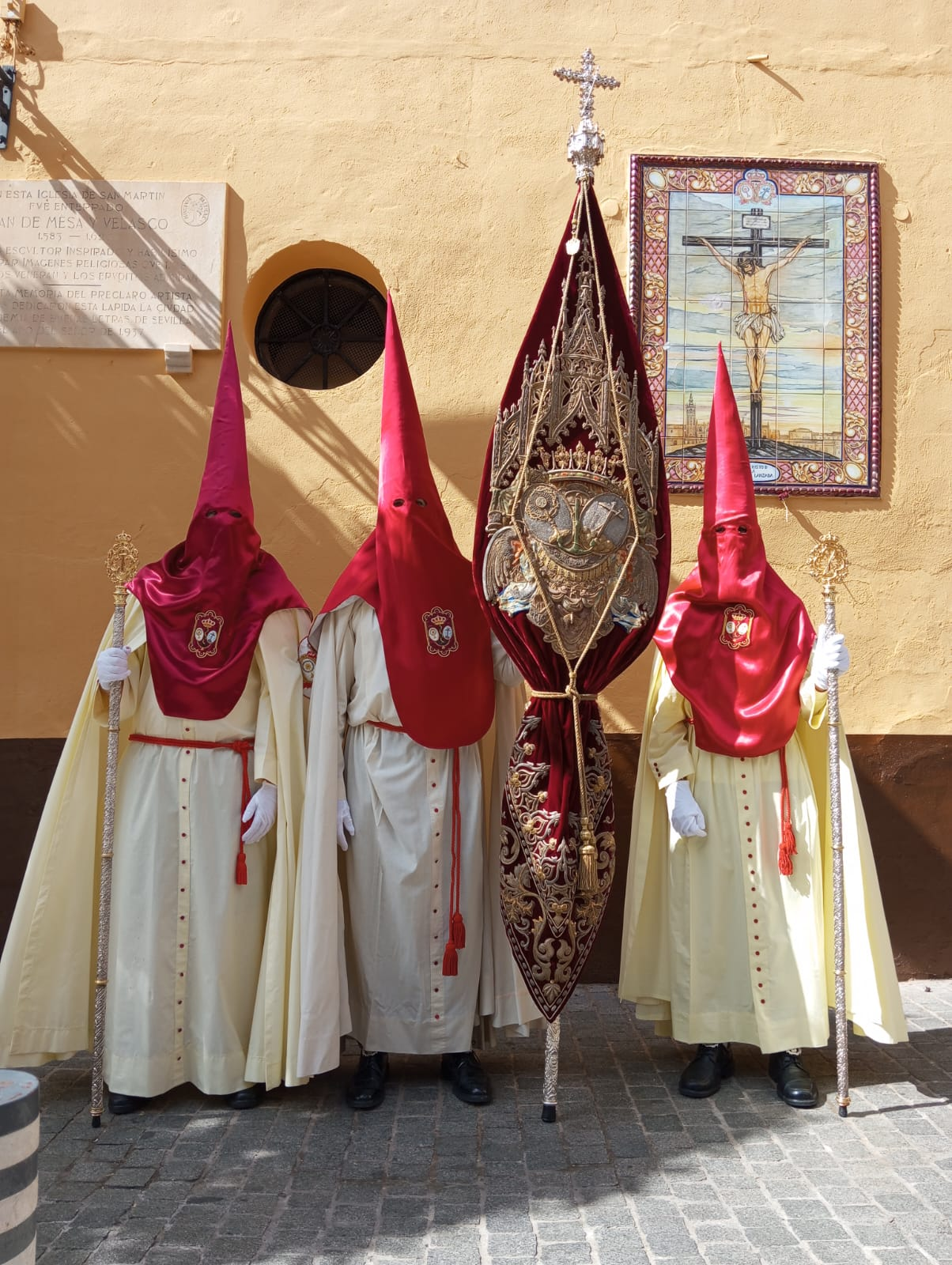
Estandarte Corporativo de la hermandad junto a nazarenos de la misma

De color crema y capas del mismo color con antifaz de raso rojo, a excepción de los manigueteros que tienen túnica de raso rojo.

## Miembros ilustres, distinciones, títulos y privilegios
Han sido cofrades de ésta las siguientes personalidades:
- Diego Ortiz de Zúñiga. Gran devoto de la Esperanza Divina Enfermera.
- Fernando VII. Hermano mayor honorario, 1815.
- Infante Carlos María Isidro de Borbón. Hermano mayor honorario, 1824.
- Isabel II. Hermana mayor honoraria, 1850.
- Infanta Luisa Fernanda de Borbón. Hermana de honor, 1850.
- Antonio de Orleans, duque de Montpensier. Hermano de honor, 1850.
- Alfonso XII. Hermano mayor honorario, 1875.
- Familia Ponce de León.
- Familia Saavedra.

Distinciones:
- Distinción a la Banda de la Policía Armada.
- Distinción a la Banda de Cornetas y Tambores de la Centuria Macarena.
- Distinción a la Banda de Cornetas y Tambores de las Tres Caídas.

En 1998 la hermandad entregó a la Policía Nacional el título de hermano honorario.
Títulos:
- Imperial. Título concedido por Carlos I al aprobar en 1522 las reglas de la Inmaculada.
- Real. Título concedido por Isabel II al tener gran relación con la Casa Real.
- Antigua. Ya que posee más de cuatro siglos de historia.
- Ilustre. A lo largo de su historia ha tenido a ilustres personas como hermanos.
- Fervorosa. Concedido por poseer gran devoción en toda su historia.
- Sacramental. Tiene al Santísimo Sacramento como titular.
- Penitencial. Efectúa estación de penitencia a la catedral.
- Gloriosa. Posee a una imagen letífica como titular: Nuestra Señora de la Esperanza Divina Enfermera.

Se encuentra agregada a las siguientes órdenes, gozando de sus mismas gracias y privilegios:
- Orden Trinitaria.
- Orden de Calatrava.
- Orden de Santiago.
- Orden del Santo Sepulcro de Jerusalén.[3]

## Repertorio musical
- La Lanzada (Camila Figueroa, 1902).
- Sagrada Lanzada (Manuel Font y Fernández de la Herranz, 1928).
- Cristo de La Lanzada (A. M. Sagrada Lanzada, 1979).
- El Cincuentenario (A.M. Sagrada Lanzada, 1979).
- Esperanza Divina Enfermera (José de la Vega Sánchez, 1981).
- Medea (Manuel Muñoz Alcón, dedicada a la Divina Enfermera).
- IV Centenario de la Sagrada Lanzada (José Albero Francés, 1996).
- Salve a la Divina Enfermera (Pascual González Moreno, 1999).
- Buen Fin (Francisco Pastor Bueno, 2000).
- Reina de San Martín (Juan Velázquez Sánchez, 2003).
- Madre y Señora del Buen Fin (Pedro Morales Muñoz, 2005).
- María Santísima del Buen Fin (Manuel Jesús Navarro Sánchez, 2005).
- En tu costado (Manuel Jesús Navarro Sánchez, 2005. Reestrenada en 2011).
- Sangre y Agua (José Manuel Reina y Rafael Vázquez, 2003).
- A mi Madre del Buen Fin (Manuel Jesús Navarro Sánchez, 2010).
- Cristo de San Martín (David Jiménez Ordóñez, 2010).
- Luz que nos Guía (Jacinto Manuel Rojas Guisado, 2010).
- A la Virgen del Buen Fin (Antonio Moreno Pozo, 2011).
- Lanzada (José Félix García Domínguez, 2013).
- El Hijo de Dios (Manuel Alejandro González Cruz, 2022)

Además, tiene dos capillas musicales dedicadas a la Virgen de Guía y al Cristo de La Lanzada, así como varias saetas dedicadas a los titulares, como "Longinos suelta tu lanza" o "Virgen del Buen Fin", entre otras.

## Paso por la carrera oficial
| Predecesor: San Bernardo | Orden de entrada en la carrera oficial (Miércoles Santo) 5.º lugar | Sucesor: El Baratillo |